# Антонина (жена Велизария)
Антонина (ср.-греч. Ἀντωνίνα; ок. 495 — после 565) — влиятельная византийская придворная дама; супруга восточноримского полководца Велизария.

## Биография
Антонина родилась около 495 года. Она была дочерью возничего (наездника византийского цирка) и гетеры и описывается в источниках как красивая и умная, но и весьма распутная дама.

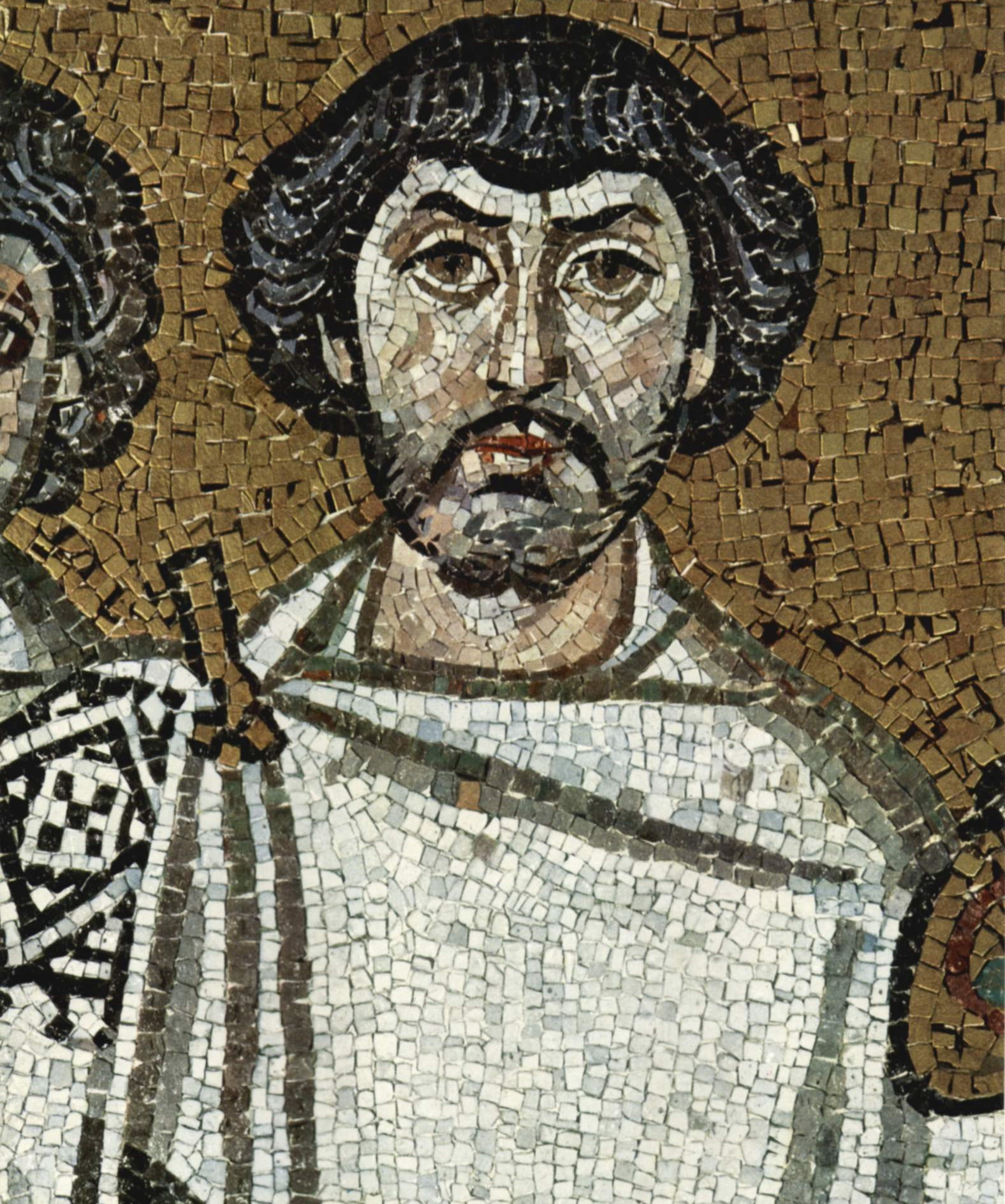
Велизарий

Влиятельная придворная и близкая подруга Феодоры, жены императора Юстиниана I, известна как жена византийского полководца Велизария. От прежнего брака у неё, кроме других детей, был сын по имени Фотий. Антонина, как и её подруга, императрица, отличалась мужественным характером. Властная и склонная к интригам, она помогала Феодоре во всех её деяниях и в свою очередь пользовалась могущественным содействием императрицы для беспощадного преследования своих врагов, а еще более — для окончательного подчинения Велизария, который был моложе её.
Ее собственный сын Фотий, обнаруживший ее неверность к Велизарию, испытал всю тяжесть ее гнева и с трудом избег гибели, постригшись в монахи. В других делах Антонина была весьма предана своему мужу. Она сопровождала его в походах, своей хитростью и находчивостью помогала ему в его военных и дипломатических делах, а при дворе в Константинополе зорко следила за его интересами. Когда Велизарий в марте 565 года скончался, император Юстиниан присвоил себе значительную часть его состояния. На доставшуюся долю Антонина основала монастырь.